# 1,3,5-Trithian
1,3,5-Trithian ist eine chemische Verbindung aus der Gruppe der Heterocyclen und das cyclische Trimer des instabilen Thioformaldehyds.

## Gewinnung und Darstellung
1,3,5-Trithian kann durch Reaktion von Formaldehyd mit Schwefelwasserstoff in Salzsäure gewonnen werden.
{\displaystyle {\ce {3 CH2=O + 3 H2S -> C3H6S3}}}

## Eigenschaften
1,3,5-Trithian ist ein beiger Feststoff.

## Verwendung
1,3,5-Trithian wird zur Herstellung von anderen Organoschwefelverbindungen (zum Beispiel für Chlormethylsulfonylchloride) verwendet.
{\displaystyle {\ce {(CH2S)3 + 9 Cl2 + 6 H2O -> 3 ClCH2SO2Cl + 12 HCl}}}